# Concerti grossi, op. 6 (Händel)
Els Concerti grossi, Op. 6, o "Dotze grans concerts", HWV 319-330, són un conjunt de obres de Georg Friedrich Händel. D'acord amb l'estil característic del concerto grosso, estan escrites per a un concertino –format per un trio amb dos violins i un violoncel–, i un ripieno amb orquestra de corda a quatre veus i clavicèmbal de baix continu.
Foren publicades inicialment l'any 1739 per John Walsh a Londres mitjançant el sistema de subscripció. Posteriorment, en la segona edició de 1741, apareixen designats com a opus 6 de Händel. Els Concerti grossi, op. 3 foren agrupats en poc temps presses i tenen poc del què tradicionalment es considera un concerto grosso; en un recull una mica atapeït fet per John Walsh sense una implicació directa de Händel. En canvi, els concerts de la opus 6 formen un conjunt més homogeni i els va compondre Händel en l'espai d'un mes com a interludis per tocar durant les interpretacions d'oratoris i odes. Pel que fa a la seva forma, adopta la de la sonata da chiesa o de la sonata da camera de Corelli, en lloc de l'estructura de tres moviments practicada per Vivaldi i, posteriorment, per Bach.
Malgrat respectar un cert marc convencional, Händel mostra en aquest recull una gran varietat d'estils compositius: sonata en trio, ària d'òpera, obertura francesa, simfonia a la italiana, fuga, ària amb variacions o no, i danses de la suite clàssica. Conté, en gran part, material musical original constituint un dels millors (i últims) exemples de concerti grossi del barroc. D'aquest tipus de música de Händel, Charles Burney deia: "... recordo que HANDEL els va introduir sovint entre les parts del seu Oratoris, tant abans com després de la publicació. De fet, cap composició instrumental que mai he escoltat ... em va semblar més agraïda i agradable."

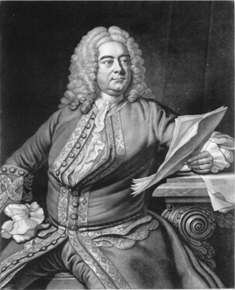
Georg Friedrich Händel, gravat per Jean Faber després d'una pintura de Thomas Hudson

## Context històric
L'any 1735, Händel havia començat a «moblar» els entreactes de les diferents parts de les seves oratoris dirigint els concerts per a orgue del qual interpretava ell mateix la part solista. Aquesta pràctica assegurava en els seus concerts un avantatge en l'oferta musical respecte a la companyia competidora de la Opera of the Nobility, que s'havia reforçat amb prestigiosos cantants italians contractats a preus astronòmics. Aquest tipus d'obres permetien a Händel de lluir el seu virtuosisme, ja fos a l'orgue o al clavicèmbal, comptant sempre amb l'admiració del públic anglès. Aquests concerts per a orgue foren agrupats per constituir les obres de l'opus 4 publicades per John Walsh l'any 1739.

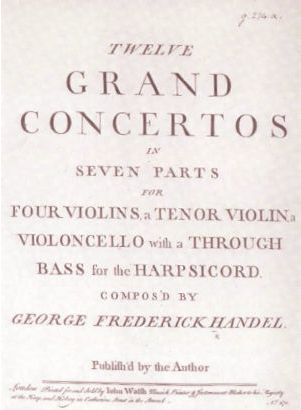
Portada dels "Dotze Grans Concertos Op. 6", 1740

El gust del públic per a l'òpera italiana havia canviat durant la temporada de 1737 que va ser desastrosa per ambdues companyies, la de Händel (Royal Academy of Music) i l' Opera of the Nobility. Händel, al final de la temporada, va patir una mena d'esgotament físic i mental, amb ulana paràlisi d'una mà. Els amics li aconsellaren una cura termal a Aachen (Rin del Nord-Westfàlia); allà va millorar i es va refer. Després d'això, es va plantejar renunciar totalment a l'òpera en italià; a partir d'aquell moment, amb l'excepció del pastitx Giove in Argo (1739), Imeneo (1740) i finalment Deidamia (1741), va abandonar l'òpera italiana a favor de l'oratori anglès, un nou gènere musical que ell fou el principal impulsor. Va produir música instrumental, odes (va revisar Acis and Galatea) i, especialment, l'oratori en anglès, que havia començat a abordar l'any 1718 amb la primera versió d'Esther, versió que va revisar i ampliar l'any 1732. Havia compost l'oratori Israel in Egypt (1739) (bàsicament coral) i l'any 1740 l'oratori profà L'Allegro, il Penseroso ed il Moderato, en el que posà música a un poema de John Milton.

### Els dotze concerts, opus 6
Durant la temporada 1739-1740 del teatre de Lincoln's Inn Fields, Händel va compondre els dotze Grand Concertos per a ser interpretats en els interludis dels oratoris o altres peces líriques; l'objectiu era afegir elements per atreure públic. L'execució d'aquests nous concerts va ser anunciada a la premsa londinenca. Tenint en compte l'èxit aconseguit amb els Concerts per a orgue, op. 4, el seu editor John Walsh va encoratjar Händel a compondre un nou recull de concerts que es difondrien pmitjançanter una subscripció autoritzada per una llicència reial. Hi va haver una mica més d'un centenar de subscriptors, entre els que hi havia diversos membres de la família reial, amics, mecenes, compositors, organistes i directors de teatres i de pleasure-gardens; alguns d'ells van comprar diversos exemplars destinats a conjunt orquestrals més grans.

## Estructura
| HWV | Opus          | Tonalitat       | Data                | Moviments                                                                                           |
| --- | ------------- | --------------- | ------------------- | --------------------------------------------------------------------------------------------------- |
| 319 | op. 6 núm. 1  | sol major       | 29 setembre 1739    | I. A tempo giusto - II. Allegro - III. Adagio - IV. Allegro - V. Allegro                            |
| 320 | op. 6 núm. 2  | fa major        | 4 octubre 1739      | I. Andante larghetto - II. Allegro - III. Largo - IV. Allegro, ma no troppo                         |
| 321 | op. 6 núm. 3  | mi menor        | 6 octubre 1739      | I. Larghetto - II. Andante - III. Allegro - IV. Polonesa - V. Allegro, ma no troppo                 |
| 322 | op. 6 núm. 4  | la menor        | 8 octubre 1739      | I. Larghetto affetuoso - II. Allegro - III. Largo, e piano - IV. Allegro                            |
| 323 | op. 6 núm. 5  | re major        | 10 octubre 1739     | I. Obertura - II. Allegro - III. Presto - IV. Largo - V. Allegro - VI. Minuet                       |
| 324 | op. 6 núm. 6  | sol menor       | 15 octubre 1739     | I. Larghetto e affetuoso - II. Allegro, la meva no troppo - III. Musette - IV. Allegro - V. Allegro |
| 325 | op. 6 núm. 7  | si bemoll major | 12 octubre 1739     | I. Largo - II. Allegro - III. Largo, e piano - IV. Andante - V. Hornpipe                            |
| 326 | op. 6 núm. 8  | do menor        | 18 octubre 1739     | I. Alemanya - II. Grave - III. Andante allegro - IV. Adagio - V. Siciliana - VI. Allegro            |
| 327 | op. 6 núm. 9  | fa major        | 26 octubre 1739 (?) | I. Largo - II. Allegro - III. Larghetto - IV. Allegro - V. Minuet - VI. Gigue                       |
| 328 | op. 6 núm. 10 | re menor        | 22 octubre 1739     | I. Obertura - II. Aire - III. Allegro - IV. Allegro - V. Allegro moderato                           |
| 329 | op. 6 núm. 11 | la major.॥॥     | 30 octubre 1739     | I. Andante larghetto, e staccato - II. Allegro - III. Largo, e staccato - IV. Andante - V. Allegro  |
| 330 | op. 6 núm. 12 | si menor        | 20 octubre 1739     | I. Largo - II. Allegro - III. Larghetto, e piano - IV. Largo - V. Allegro                           |

## Material musical

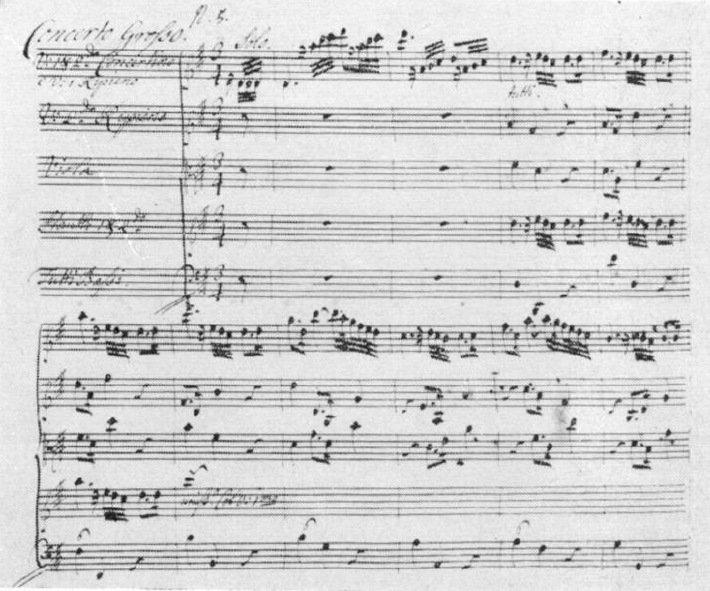
L'obertura del cinquè concerto grosso op. 6, al manuscrit Aylesford de Sir Newman Flower, amb anotacions de Charles Jennens, el primer propietari.

Alguns dels concerts són creacions originals de Händel i d'altres, com era habitual, incorporant música ja existent.
- Núm. 1. El primer moviment consisteix en una completa reelaboració d'un primer esborrany de l'obertura de l'òpera Imeneo, la penúltima de les òperes italianes de Händel, composta durant un període prolongat de temps (1738-1740). En un influent estudi, el musicòleg Alexander Silbiger argumenta que en l'últim moviment, "començant per la figura inicial, hi ha una sèrie de citacions gairebé literals de la "Sonata núm. 2" dels Essercizi Gravicembalo de Domenico Scarlatti, que havia estat publicada a Londres el 1738/39.[8]
- Núm. 2. Composició nova
- Núm. 3. Composició nova
- Núm. 4. Majoritàriament és una composició nova. L'últim "allegro" és una reelaboració de l'ària "È si vaga" de l'òpera Imeneo.
- Núm. 5. Els moviments I, II i VI són extrets de l' Ode for St. Cecilia's Day. El primer moviment deriva dels Componimenti Musicali (1739) per a clavicèmbal de Gottlieb Muffat i el cinquè de la "Sonata núm. 23" dels Essercizi Gravicembalo de Domenico Scarlatti (1738).
- Núm. 6. Composició nova
- Núm. 7. Composició nova a excepció de l'últim hornpipe derivat del Componimenti Musicali de Muffat.
- Núm. 8. L'alemanda és una reelaboració del primer moviment de la Suite en sol menor, HWV 452. Andrew Manze assenyala que el seu primer compàs "és una transposició directa del compàs inicial d'una de les Pièces de clavecin de Johann Mattheson", i especula que "potser està pensat com una salutació a un vell amic, professor i company de duels".[9] La figura de quatre notes que s'utilitza en el tercer moviment es remunta a un quartet de la seva òpera Agrippina. En el quart moviment cita el ritornello inicial de l'ària de Cleopatra, "Piangerò la sorte mia", del tercer acte de la seva òpera Giulio Cesare. En el cinquè moviment, Händel utilitza material d'una ària descartada: "Love from such a parent born" de Saul.
- Núm. 9. El primer moviment és nou. El segon i el tercer moviment són reutilitzacions dels dos primers moviments del Concert per a orgue en fa major, HWV 295, "The Cuckoo and the Nightingale" ("El cucut i el rossinyol"). El quart i el cinquè moviment són extrets de l'obertura d' Imeneo. El tema de la gigue és "una reminiscència temàtica de la giga del "Concerto grosso núm. 12" d'Arcangelo Corelli, un dels Dotze concerti grossi, op. 6, el model seguit per Händel en aquest concerts de l'opus 6.[10]
- Núm. 10. Composició nova
- Núm. 11. Reelaboració del "Concert per a orgue en la major, HWV 296". Händel va agafar el material melòdic del tercer moviment (Andante) de l'obertura de la tercera sonata del Frische Clavier Früchte de Johann Kuhnau, publicat originalment el 1696, però reeditat fins a quatre vegades, una d'elles el 1724.[11]
- Núm. 12. En gran part, una composició nova. El tema de la fuga final prové d'una fuga de Friedrich Wilhelm Zachau, professor de música de Händel.